# Sherry Hormann
Sherry Hormann (Kingston, 20 aprile 1960) è una regista e sceneggiatrice statunitense naturalizzata tedesca.

## Filmografia parziale

### Regista
Cinema
- Leise Schatten (1992)
- Frauen sind was Wunderbares (1994)
- Irren ist männlich (1996)
- Widows - Erst die Ehe, dann das Vergnügen (1998)
- Doppio fallo (Männer wie wir) (2004)
- Fiore del deserto (Desert Flower) (2009)
- Anleitung zum Unglücklichsein (2012)
- 3096 (3096 Tage) (2013)
- Nur eine Frau (2019)

Televisione
- Tutto l'amore di Paula (Die Cellistin) - film TV (1998)
- Scheidung auf amerikanisch - film TV (2001)
- Helen, Fred und Ted - film TV (2006)
- Il commissario Schumann (Der Kriminalist) - serie TV, 3 episodi (2006-2007)
- Operation Zucker - Jagdgesellschaft - film TV (2016)
- Tödliche Geheimnisse - film TV (2016)
- Tödliche Geheimnisse - Jagd in Kapstadt - film TV (2017)
- Das Haus der Träume - serie TV, 6 episodi (2022)

### Sceneggiatrice
- Tiger, Löwe, Panther (1989)
- Leise Schatten (1992)
- Frauen sind was Wunderbares (1994)
- Fiore del deserto (Desert Flower) (2009)
- Anleitung zum Unglücklichsein (2012)
- Operation Zucker - Jagdgesellschaft - film TV (2016)